# 朱安国家産団駅
朱安国家産団駅（チュアンクッカサンダンえき）は、大韓民国仁川広域市西区佳佐洞にある仁川都市鉄道2号線の駅である。仁川Jバレーという副駅名がある。

## 駅構造
相対式ホーム2面2線の地下駅である。

### のりば
| 上り | ●仁川2号線 | 黔岩・黔丹梧柳方面       |
| 下り | ●仁川2号線 | 朱安・仁川市庁・雲宴方面 |

## 駅周辺
- 朱安国家産業団地
- 韓国ポリテク2大学南仁川キャンパス
- 仁川工団郵便局
- 市立佳佐テニス場
- 仁川Jバレー
- 仁川広域市医療院
- リンナイコリア（朝鮮語版）

## 歴史
- 2015年10月5日 - 朱安国家産団駅に駅名確定[1]
- 2016年7月30日 - 仁川交通公社2号線開通と同時に営業開始[2]

## 隣の駅
仁川交通公社
●仁川都市鉄道2号線
カジェウル駅 (I216) - 朱安国家産団駅 (I217) - 朱安駅 (I218)